# Chiesa di San Miniato alla Briglia
La chiesa di San Miniato alla Briglia si trova nell'omonima frazione del comune di Vaiano, in provincia di Prato.

## Storia e descrizione
Costruita nel 1863 come cappella per la fonderia, poi stabilimento tessile della Briglia, è un precoce esempio di architettura neogotica, con alta facciata a cuspide e abside poligonale, e, all'interno (con pianta a croce latina), slanciate volte a crociera.
La chiesa ha assunto dalla metà del Novecento la dedicazione e il titolo parrocchiale dell'antica San Miniato a Popigliano (XII secolo), sulle pendici del Poggio di Altociglio, di struttura medievale.

## Galleria d'immagini

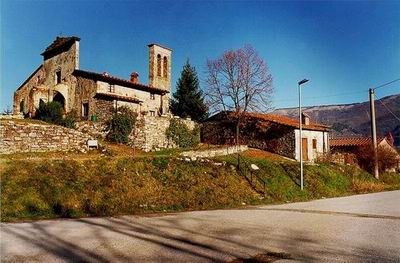
San Miniato a Popigliano
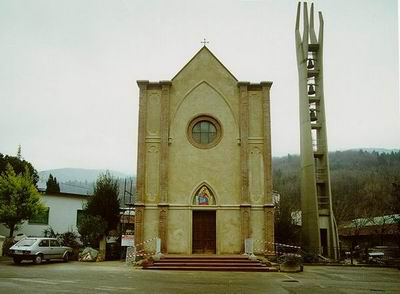
San Miniato alla Briglia